# Regionalmuseum Neubrandenburg
Das Regionalmuseum Neubrandenburg entstand 1872 auf Initiative des eigens dafür gegründeten Neubrandenburger Museumsvereins. Einzugsgebiet und Wirkung des Museums, dessen Name im Verlauf der Geschichte mehrfach wechselte, war von Anbeginn an überörtlich ausgerichtet. 1873 eröffnete der Verein im Hauptturm des Treptower Tores in Neubrandenburg eine erste Dauerausstellung zur Geschichte der Region. Entstanden war das erste bürgerliche Museum des Landesteils Mecklenburg-Strelitz. Bis Mitte der 1930er-Jahre verblieb das Museum in der Trägerschaft des Vereins und ging erst in die Trägerschaft der Stadt über, als der Verein unter nationalsozialistischem Druck seine Selbstauflösung beschloss.
Bis 1989 nahm das Neubrandenburger Museum als „Historisches Bezirksmuseum“ Leitfunktionen für andere Museen des Bezirkes Neubrandenburg war. Heute erfüllt das Regionalmuseum Neubrandenburg an mehreren Ausstellungsstandorten, mit vielfältigen Aktionen und umfangreichen Sammlungen die Aufgaben eines Stadtmuseums von Neubrandenburg und zählt zu den ältesten kulturhistorischen Museen in Mecklenburg-Vorpommern.
Neben den stadtgeschichtlichen Sammlungen verfügt das Museum über eine der beiden größten Sammlungen außereuropäischer Ethnologie in Mecklenburg-Vorpommern. Kernstück dieses Sammlungsbereiches ist die Südseesammlung des Arztes Bernhard Funk.

## Ausstellungen
Zu den wichtigsten Aufgabenfeldern des Regionalmuseums zählt die Ausstellungstätigkeit. Gegenwärtig werden an zwei Standorten im Zentrum Neubrandenburgs Expositionen zur Geschichte der Stadt und des Umlands gezeigt.
- Ältester Ausstellungsstandort des Regionalmuseums, 1873 eröffnet, ist das Haupttor des Treptower Tores. Zuletzt wurde hier eine Ausstellung zur Geschichte der Region von der ersten menschlichen Besiedlung bis zum Mittelalter gezeigt. Im fünften Stock des Torturmes war eine Ausstellung zum Thema „Auf der Suche nach Rethra“ untergebracht. Diese fünfte Ausstellungsetage ist seit Juni 2015 baupolizeilich gesperrt. Das Tor wird gegenwärtig nicht für Ausstellungen genutzt.
- Die Dauer- und Sonderausstellung(en) zur Neubrandenburger Stadt- und Regionalgeschichte sind seit dem 10. September 2013 im ehemaligen Franziskanerkloster, dem ältesten erhaltenen Gebäudekomplex der Stadt, beheimatet.
- Im Turm der Konzertkirche Neubrandenburg befindet sich eine Ausstellung zum Thema „Wege zur Backsteingotik“, die dem Besucher die Schönheit und den Formenreichtum der Backsteingotik in der Region näherbringen soll.

## Publikationen
Das Regionalmuseum Neubrandenburg gibt seit 1975 als heimatkundliches Jahrbuch das Neubrandenburger Mosaik heraus. Zusätzlich führt das Museum seit Ende der 1980er Jahre die 1966 von Annalise Wagner begründete Schriftenreihe fort, in der in Form von Monographien in unregelmäßiger Folge Themenbände erscheinen.

## Neubrandenburger Museumsverein
Der Neubrandenburger Museumsverein wurde 1990 wieder gegründet und zählt heute rund 70 Mitglieder. Im Verein bestehen zwei thematische Arbeitsgruppen. Seit 1963 bestand daneben der Jugendclub Heinrich Schliemann. Unter der Leitung von Annelore Seeger, Paul Schumacher und Volker Schmidt beschäftigten sich Jugendliche mit Ausgrabungen und Themen der Ur- und Frühgeschichte. Zuletzt leitete Museumsmitarbeiter Rainer Szczesiak ehrenamtlich den Jugendclub. 2010 wurde die Jugendarbeit des Museumsvereins mangels Nachfrage bis auf weiteres eingestellt. Zu diesem Zeitpunkt war der Schliemann-Club die älteste deutsche Jugendarbeitsgemeinschaft auf dem Gebiet der Geschichts- und Heimatkunde.